# كارلوس بورخا (لاعب كرة قدم)
كارلوس بورخا (بالإسبانية: Carlos Borja)‏ (18 يناير 1988 بأورانج في الولايات المتحدة - ) هو لاعب كرة قدم مكسيكي في مركز الدفاع. شارك مع منتخب الولايات المتحدة تحت 17 سنة لكرة القدم ومنتخب الولايات المتحدة تحت 20 سنة لكرة القدم. أما مع النوادي، فقد لعب مع نادي شيفاز يو إس أي وOrange County SC ‏ ونادي وأكاديمية غوادالاخارا للاحتياطيين ‏.

## وصلات خارجية
- كارلوس بورخا على موقع الدوري الأمريكي (الإنجليزية)
- كارلوس بورخا على موقع قاعدة بيانات كرة القدم.إي يو (الإنجليزية)
- كارلوس بورخا على موقع Soccerway.com (الإنجليزية)